# Alfredo Santiago
Alfredo Alvarez Santiago (ur. 10 listopada 1994) − dominikański bokser kategorii lekkiej.

## Kariera amatorska
W listopadzie 2013 roku zdobył srebrny medal na igrzyskach boliwaryjskich w Chiclayo. Rywalizację na tych igrzyskach rozpoczął od ćwierćfinału, w którym pokonał reprezentanta Gwatemali Deivi Moyę, wygrywając wyraźnie na punkty. W półfinale pokonał Panamczyka Jaimiego Arboledę, awansując do finału igrzysk boliwaryjskich w kategorii lekkiej. W finale przegrał nieznacznie na punkty z Luisem Arcónem.